# Georg Franz Hoffmann
Georg Franz Hoffmann (Marktbreit, 13 de enero de 1760 - Moscú, 17 de marzo de 1826) fue un botánico germanoruso.

## Biografía
Hoffmann nació en Marktbreit, en Alemania. Se doctoró en la Universidad de Erlangen-Núremberg (1786).
De 1787 a 1792 trabajó como profesor de la misma Universidad. Después Hoffmann fue nombrado director del Departamento de Botánica y del Jardín Botánico en la Universidad de Gotinga (1792-1803).
En enero de 1804 se trasladó a Moscú como botánico, donde era bien conocida su trayectoria y su obra, pues era el autor de unos trabajos sobre sistemática y la utilización de los líquenes, y además de ser especialista en el género botánico Salix. También había publicado ya en Alemania dos ediciones de su "Flora de Alemania". En Moscú, publicó su monografía clásica "Genera Plantarum Umbelliferarum" (1814, 1816), una descripción del Jardín botánico de la Universidad Estatal de Moscú en la que incluye 3528 especies de plantas (1808).
Hoffmann fue un magnífico conferenciante y sus lecciones en la Universidad fueron escuchadas por Goethe y Humboldt. También era un dibujante de talento y él mismo dibujó las ilustraciones para algunas de sus publicaciones.
Durante su estancia en Göttingen, Hoffmann había reunido un herbario importante que se llevó a Moscú junto con su biblioteca. Las plantas que el propio Hoffmann había recolectado por sí mismo eran pocas la mayoría eran de colecciones de otros botánicos de su tiempo. Esta colección se salvó del incendio de su casa en 1812, donde se quemaron sus manuscritos y su biblioteca, gracias a que la tenía guardada en la Academia Militar Médico-Quirúrgica de Moscú, donde compartía trabajo con la Universidad. Actualmente la mayor parte de su colección se encuentra en el Herbario de la Universidad Estatal de Moscú.

## Eponimia
En su honor le fue puesto su nombre al género Hoffmannia Sw. 1788 de la familia botánica de las Rubiaceae; y Hoffmannia Willd. 1789  (= Psilotum, Psilotaceae).

## Obra
- "Descriptio et adumbratio plantarum e classe cryptogámica Linnaei qua lichenes dicuntur...", Hoffman G.F. (1781-1826)
- "Historia salicum, iconibus illustrata...", Hoffman G.F. (1781-1791)
- "  Vegetabilia cryptogama ", Hoffman G.F. (1790)
- "Hortus Gottingensis quem proponit simulque Orationem inchoandae Professioni Sacram.", Göttingen. (1793)
- "Enumeratio plantarum et seminum hort botanici mosquensis", Moscú, Hortus Mosquensis, Hoffman G.F. (1808)
- "Genera Plantarum Umbelliferarum", Hoffman G.F. (1814, 1816)
- "Herbarium vivum, sive collectio plantarum siccarun, Caesareae Universitatis Mosquensis. Pars secunda, continents . . .". Hoffman G.F. Moscú (1825)